# مردم چولیم
مردم چولیم (انگلیسی: Chulyms) یا چولیم‌ها یا تاتارهای چولیم یک گروه از مردمان ترک در استان تومسک و سرزمین کراسنویارسک روسیه هستند که کمتر از ۴۰۰ نفر جمعیت دارند و زبان چولیمی نیز در آستانه انقراض کامل قرار دارد.